# Parafia św. Jana Kantego w Krasnosielcu
Parafia pw. Świętego Jana Kantego w Krasnosielcu – rzymskokatolicka parafia należąca do dekanatu Krasnosielc, diecezji łomżyńskiej, metropolii białostockiej.

## Historia
Parafia została erygowana 10 maja 1386. Obecny kościół murowany pw. św. Jana Kantego w stylu neoklasycystycznym wybudowano ok. 1790 roku z fundacji J. Krasińskiego.
Proboszczem parafii do czerwca 2016 roku był ks. Andrzej Golbiński. Od lipca tegoż roku proboszczem jest ks. kan. Andrzej Kotarski.  Od lipca 2023 proboszczem parafii jest ks. kan. Wojciech Zyśk.

## Zasięg parafii
W granicach parafii znajdują się miejscowości:

- Krasnosielc,
- Bagienice Szlacheckie,
- Bagienice-Folwark,
- Biernaty,
- Chłopia Łąka, Grądy,
- Krasnosielc Leśny,
- Łazy,
- Nowy Krasnosielc,
- Nowy Sielc,
- Papierny Borek,
- Pienice,
- Przytuły,
- Raki,
- Wola-Józefowo,
- Wola Włościańska,
- Wólka Rakowska
- Wymysły.